# Legendele Olimpului
Legendele Olimpului este o lucrare în două părți („Zeii” și „Eroii”) aparținând lui Alexandru Mitru, în care sunt narate faptele legendare ale unor personaje din mitologia greacă. În 1972 a primit premiul Ion Creangă din partea Academiei Române.

## Legendele Olimpului
Volumul I tratează geneza și condiția zeilor, pe când volumul II se ocupă de eroii din vechea Grecie.

### Volumul IZeii
Se spune că odată, de mult, în Grecia se afla un imens munte, numit Olimp. După un timp, Reea l-a născut pe Zeus. Pentru luptele pe care le-a purtat, curajul său de luptător și conducător el a devenit un mare zeu. El era cel mai puternic Zeu cunoscut vreodată. El avea puterea supremă. Soția sa iubită era Hera. Se spune că acesta avea foarte mulți fii și fiice, majoritatea cu alte femei decât Hera, acest lucru stârnindu-i furia zeiței. Din aventurile lui Zeus cu muritoare de rând se nășteau eroii, semizeii (Hercule). Cel mai de încredere fiu era zeul Hermes. El îl ajuta foarte mult pe Zeus și îl respecta. Asculta și îndeplinea toate ordinele date de Zeus. Zeus era cel mai puternic Zeu, dar mai existau și alții, precum: Haosul, Gheea, Uranus, Cronos, Poseidon, Prometeu. Erau și mulți luptători puternici, precum: Heracle, Perseu etc.
Lumea întreagă era un haos din care s-a desprins pământul care era zeița Gheea ce s-a căsătorit cu Uranus, care era cerul înalt și plin de stele. Din dragostea lor s-au născut titani, ciclopi cu un singur ochi, apoi hecatonhiri sau cetimani ce aveau o suta de brațe lungi și monstruoase dar și alți prunci hidoși și necruțători.
Uranus, având posibilitatea să ghicească viitorul, a aflat că unul dintre copii îl va răsturna și-i aruncă pe toți în temniță, dar aceștia sunt ajutați de mama lor să scape și să-l învingă pe Uranus, locul acestuia fiind luat de Cronos, care este blestemat de Uranus să aibă aceeași soartă și să fie și el învins de un fiu de-al său. Soarta se repetă și pentru Cronos care-și mânca urmașii de frică să nu se împlinească blestemul tatălui său, dar printr-un șiretlic, Rheea, soția lui Cronos, îl ascunde pe Zeus, unul dintre fii lor, și, ajutată de acesta, reușește să-l învingă pe Cronos și să-și salveze ceilalți copii, astfel, Zeus urcă pe muntele Olimp după un război de 10 ani dus împotriva titanilor, de unde conduce lumea împreună cu frații și surorile sale care sunt: Hestia, Demetra, Hades, Poseidon și Hera.
Astfel Zeus rămâne-n cer, Poseidon primește stăpânirea apelor, Hades ținuturile subterane, Hestia primește focul, Demetra primește holdele bogate și livezile cu rod, iar Hera devine soția lui Zeus.
- Zeus este stăpânul întregului Olimp și al pământului, fiind necruțător de exemplu cu Prometeu care aduce focul pe pământ oferind căldură și o nouă viață, cu pământenii cărora le trimite bolile, nenorocirile și toate relele în Cutia Pandorei, dar și cu alți zei care nu i se supuneau orbește. Tot Zeus păcălește mai multe pământence, având cu ele nenumărați copii, deși era căsătorit cu Hera.
- Poseidon devine stăpânul apelor, tuturor mărilor și oceanelor, și se căsătorește cu o frumoasă nimfă Amfitrita rezultând Triton.
- Hades era stăpânul Infernului, al morții și-al umbrelor, era posac și nesuferit, avea un monstru la poarta Tartarului ce se numea Cerber. Hades se căsătorește cu Persefona, pe care o răpește, aceasta fiind fiica zeiței Demetra.
- Hestia era considerată focul caldelor cămine, focul pe care ardeau jertfele, focul care însemna iubirea. Hestia rămâne-n veci fecioară neprihănită, având grijă de casele bieților muritori.
- Demetra era zeița belșugului și a recoltei făcând ogoarele și livezile să dea roade, umplând casele pământenilor cu bucate. A fost căsătorită cu fratele ei, Zeus, cu care a avut o fiică, Persefona. Dispariția acesteia în lumea lui Hades, a făcut-o pe Demetra să o caute timp de 9 zile pe pământ. În cele din urmă reușește să o readucă în lumea zeilor, dar pentru că Persefona mâncase din rodia dată de Hades, aceasta va fi nevoită ca o parte din an să stea pe tărâmul lui Hades.
- Hera devine soția lui Zeus dăruindu-i acestuia copii și încercând o dată să-l răstoarne pe Zeus.
- Palas Atena era zeița înțelepciunii, ocrotitoarea eroilor în bătălii, pricepută la arte și meșteșuguri: sculptură, arhitectură, pictură, broderie și țesături de mână și i-a învățat pe vechii atenieni să cultive măslinul.
- Apollo era zeul soarelui, de o frumusețe și mândrie ieșite din comun, cel mai iubit dintre fii lui Zeus.
- Artemis era zeița vânătorii, sora marelui Apollo, zeița ce rămâne castă și care umbla prin păduri împreună cu 20 de nimfe.
- Hermes avea vorba iscusită, era bun la toate, tâlhar, primind de la Zeus în seamă gimnastica, tinerețea și sănătatea.
- Afrodita primise de la Zeus iubirea, viața și frumusețea având un fiu, pe Eros care umbla cu arcul în spate și care avea în tolbă două feluri de săgeți: unele de aur înmuiate în foc și miere, iar altele de plumb înmuiate în otravă.
- Hefaistos era zeul meșteșugului, locuia în mare și era fiul lui Zeus și al Herei, slut și schilod, căsătorit cu zeița frumuseții Afrodita, care-l înșela cu Ares
- Ares era zeul războiului, se povestește că era chipeș, dibaci dar ticălos.
- Dionisos era zeul vinului, al dansului și al dezmățului, umblând prin lume cu nimfe și satiri să împrăștie vița de vie și să petreacă la nesfârșit.

### Volumul IIEroii
- Perseu este fiul lui Zeus și al pământencei Danae. Printre isprăvile sale amintim răpunerea Meduzei, înfrângerea marelui Atlas, omorârea monstrului lui Poseidon, învingerea lui Fineu și multe altele.
- Heracle (Hercule) este fiul lui Zeus și al Alcmenei, cel mai cunoscut și viteaz dintre eroii antici. Se mai numea și Alcide. Din cauza geloziei soției lui Zeus, Hera, acesta va fi  blestemat, ucigându-și soția și copiii. Devine sluga unui rege care îl obligă să îndeplinească 12 munci, în speranța că își va pierde viața. Printre faptele sale eroice se numără răpunerea leului din Nemeea, lupta cu Hidra, înfrângerea păsărilor stimfaliene, vânarea căprioarei zeiței Artemis, uciderea mistrețului din Erimant, curățarea gunoiului din grajdurile lui Augias, prinderea taurului lui Poseidon, aducerea cailor lui Diomede, lupta cu amazoanele pentru cingătoarea Hipolitei, adunarea vacilor lui Gerione, răpirea câinelui Cerber, înfrângerea lui Nereu, eliberarea lui Prometeu, aducerea merelor de aur, etc.
- Tezeu este fiul lui Poseidon și al Etrei. De tânăr dobândește sabia și sandalele lui Egeu. El este cel ce îi învinge pe Sciron și Procust, ajungând regele Atenei.
- Dedal este artistul care construiește niște aripi de ceară și zboară, împreună cu fiul său Icar, dar tânărul se apropie prea mult de Helios, de soare, și aripile i se topesc, murind însoțit de lacrimile tatălui îndurerat.
- Belerofon îmblânzește calul înaripat Pegas, învinge Himera, îi cere socoteală lui Zeus, urcând spre Olimp, care înspăimântat de figura lui, îi ordonă lui Hermes, vulturul, să îl muște pe Pegas. Calul se scutură de durere, iar Belerofon cade din șa și moare în Corint unde i se ridică un monument de piatră.
- Asclepios este fiul lui Apolo și al Coroniei. Este înzestrat cu puteri supranaturale, de a vindeca bolnavi și de a învia morți. Hades, zeul întunericului, îi cere lui Zeus să-l lovească cu focul ceresc. Acesta moare și ajunge pe bolta cerească sub forma unei constelații.
- Ulise era căsătorit cu Penelopa, având un copil, Telemah. A fost obligat de soartă să poarte războaie lungi, să-și demonstreze vitejia prin învingerea Ciclopului Polifen și multe altele. Una din cele mai cunoscute legende despre el se referă la arderea Troiei până la temelii, folosind șiretlicul calului de lemn, binecunoscutul cal troian.
- Ahile, fiul zeiței Tetis (zeița curcubeului) și al unui pământean, Peleus, se remarcă prin bătălia dusă cu amazoanele, prin puterile de semizeu, datorită spălării sale în râul Stix, râul care despărțea Infernul de Pământ, de către mama sa la naștere. Era de neînfrânt, dar Apollo cunoaște secretul său, și anume faptul că nu putea fi rănit cu arma decât în călcâi, deoarece atunci când a fost scăldat, a fost ținut de călcâi. Mai mult decât atât, nu putea pieri de arma vreunui muritor, chiar dacă îl nimerea în călcâi, decât ajutat de un zeu. Astfel, săgeata din arcul lui Paris, călăuzită de zeul Apollo, îl va învinge pe marele Ahile.

## Publicare
- Al. Mitru - Legendele Olimpului, Editura Tineretului, București 1960
- Al. Mitru - Legendele Olimpului, Editura Ion Creangă, București 1978
- Al. Mitru - Legendele Olimpului, Editura Ion Creangă, București 1983[2]
- Al. Mitru - Legendele Olimpului, Editura Hyperion, Chișinău, 1990[3]
- Al. Mitru - Legendele Olimpului, Editura Vox, , Colectia Tezaur, 2011[4]
- Al. Mitru - Legendele Olimpului, Editura Vox, Colectia Tezaur, 2012[5]
- Al. Mitru - Legendele Olimpului, Editura Arthur, 2024 [6]